# Cornelis Nay

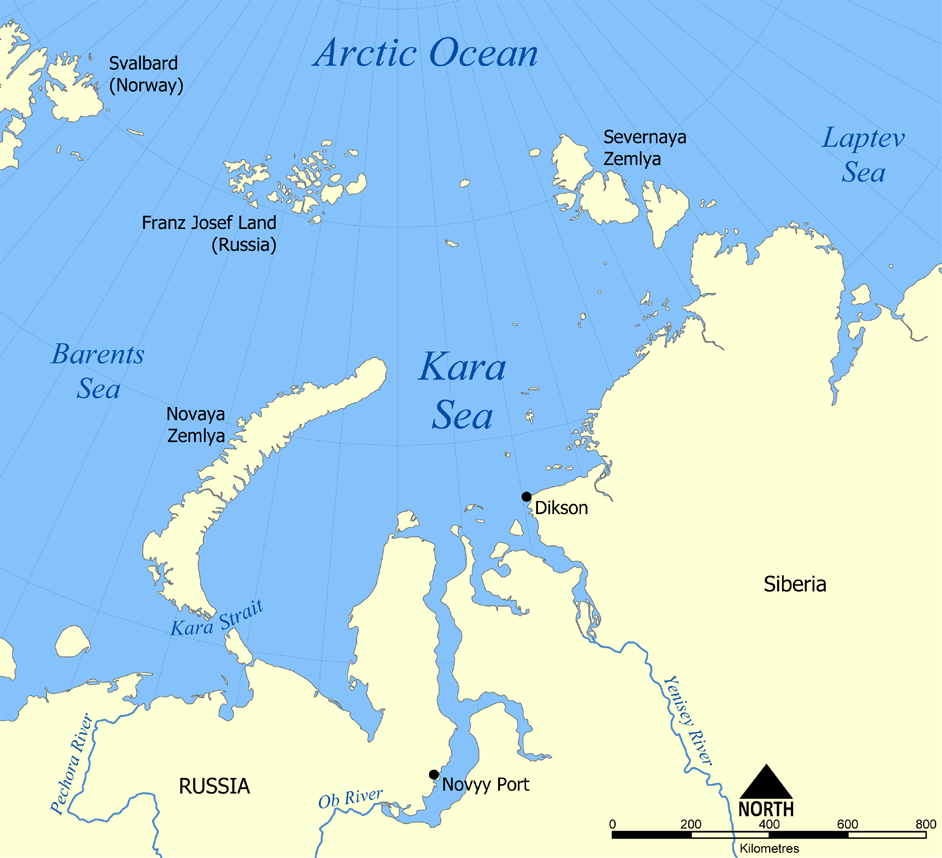
Cornelis Nay wist in augustus 1594 de Karazee te bereiken

Cornelis Corneliszoon Nay (ook wel bekend onder de naam Cornelis Cornelisz Jongenay) was een ontdekkingsreiziger uit Enkhuizen die samen met Willem Barentsz en Jan Huygen van Linschoten een noordelijke vaarroute naar het Verre Oosten probeerde te ontdekken, de Noordoostelijke Doorvaart.
In juni 1594 vertrok een vloot, bestaande uit drie schepen en een vissersjacht, uit Texel om de doorgang naar het Verre Oosten te vinden. Dit was de Eerste Noordreis. De expeditie stond onder bevel van Cornelis Nay, aan boord van het schip De Zwaan uit Veere. Barentsz, die het commando had over een van de schepen en het jacht, volgde de kust van Nova Zembla, maar werd door het ijs tegengehouden. Nay had meer succes en wist ten zuiden van Nova Zembla via Straat Joegor in augustus de Karazee te bereiken.
Het succes van Nay leidde tot een tweede, grotere expeditie in 1595, met zeven schepen. De expeditie stond weer onder bevel van Nay - zeer tegen de zin van Barentsz. Men bleek te laat in het seizoen te zijn vertrokken en kwam vanwege het ijs niet door de Karazee. Barentsz wilde met zijn schepen overwinteren maar Nay besliste dat de vloot naar huis zou varen.
De overheid achtte de expeditie een flop en besloot geen geld meer beschikbaar te stellen voor een derde tocht. Wel werd een geldprijs van 25 duizend gulden (een astronomisch hoog bedrag in die tijd) uitgeloofd voor degene die het lukte om de Noordoostelijke Doorvaart naar het Verre Oosten te vinden.
In 1596 kwam het tot een Derde Noordreis, ditmaal zonder Nay. Dit was de beroemde expeditie waarbij Barentsz Spitsbergen en Bereneiland ontdekte en overwinterde op Nova Zembla, maar op de terugweg stierf.
Het lukte Nay en andere Nederlandse ontdekkingsreizigers niet om de doorgang naar het Verre Oosten te vinden. Wel leidden de expedities tot grootschalige jacht op walvissen en robben in de Noordelijke IJszee, wat bijdroeg aan het economische succes van Nederland in de Gouden Eeuw.